# Comité consultatif de protection des personnes dans la recherche biomédicale
En France, les Comité consultatif de protection des personnes dans la recherche biomédicale (CCPPRB) étaient des instances créées au début des années 1990 lors de la mise en application de la loi dite Huriet-Sérusclat. Ils étaient chargées de donner un avis, favorable ou défavorable, avant la mise en œuvre de tout projet de recherche biomédicale chez l'homme. Dans les textes, cet avis, seulement consultatif, pouvait être ou non suivi par Le Ministre de la Santé. En pratique, les contrats d'assurance pris pour couvrir les risques de la recherche (obligation légale) incluant le plus souvent une clause de nullité en cas d'avis défavorable du CCPPRB, sauf exception, seules les études ayant reçu un avis favorable ont réellement eu lieu. 
Leur avis était fondé sur divers critères, les plus importants étant de vérifier que le projet obéissait aux règles de l'éthique, que la sécurité des personnes participant à l'étude était assurée au mieux et enfin et surtout que ces participants (patients ou sujets sains) y avaient formellement consenti après avoir reçu une information détaillée, compréhensible et honnête (« consentement libre et éclairé »).
Depuis la mise en application de la loi relative à la politique de santé publique du 9 août 2004, prise dans le cadre de la transposition de la directive européenne 2001/20 sur les essais cliniques de médicaments, les CCPPRB ont été remplacés par des Comités de protection des personnes (CPP) dont les compétences et la responsabilité ont été élargies. 40 CPP ont été agréés en juin et juillet 2006 par le Ministre chargé de la santé. Leur compétence territoriale est adossée aux interrégions de recherche clinique. Les membres des CPP sont nommés par le Préfet de région compétent et les membres nommés doivent déclarer leurs différents intérêts vis-à-vis des promoteurs et des investigateurs de recherches biomédicales. 
Pour qu'une recherche biomédicale puisse se dérouler en France, chaque projet doit avoir reçu un avis favorable d'un CPP ainsi que l'autorisation de l'une des deux autorités compétentes (Agence nationale de sécurité du médicament et des produits de santé ou Ministre chargé de la santé) selon le thème de recherche.
Les dispositions réglementaires relatives à ce nouvel encadrement juridique de la recherche biomédicale en France sont opérationnels depuis le 27 août 2006 et se substituent à la loi dite « Huriet-sérusclat ».

## Équivalents dans les autres pays
- Belgique : Comités d'éthique hospitaliers, institués par arrêté Royal en 1994
- États-Unis : Institutional Review Board
- Canada: Comité d'éthique de la recherche (FR) ou Research Ethics Board (EN)